# NGC 4264
NGC 4264 este o galaxie lenticulară situată în constelația Fecioara. A fost descoperită în 13 aprilie 1784 de către William Herschel. Se află la o distanță de 37,5 de megaparseci de Pământ.